# Manuel San Fernando
Manuel San Fernando est un réalisateur, scénariste et monteur de cinéma.

## Filmographie

### Comme réalisateur
- 1961 : El Gato con botas
- 1963 : Santo en el museo de cera
- 1964 : Santa Claus and His Helpers
- 1964 : Santa's Enchanted Village
- 1966 : Santa's Magic Kingdom

### Comme scénariste
- 1964 : Santa's Enchanted Village
- 1966 : Santa's Magic Kingdom

### Comme monteur
- 1953 : Los Peloteros de Jack Delano
- 1968 : Savages from Hell de Joseph G. Prieto